# Alphonse Nickels
Johann Baptiste Alphons Nickels (Berdorf, 11 september 1881 – Bonn, 21 december 1944) was een Luxemburgs diplomaat en auteur.

## Leven en werk
Alphonse of Alfons Nickels was een zoon van onderwijzer Nicolaus Nickels en Anna Nilles. Hij bezocht het Gymnase d'Echternach en studeerde rechten in Genève, Nancy en Parijs. Van 1914-1920 had hij een eigen advocatenkantoor in Diekirch. Hij ging in 1920 aan de slag bij de juridische afdeling van het staalbedrijf HADIR en werd in 1923 secretaris-generaal van ARBED. In 1926 werd hij er benoemd tot administratief directeur. 
Nickels schreef polemieken, veelal van sociaal-politieke aard, in de Luxemburger Zeitung (1925-1930), werkte mee aan La Voix des Jeunes, Volksbildungskalender en Les Cahiers luxembourgeois en schreef novellen. Hij had diverse nevenfuncties en was onder meer voorzitter van de Cercle Artistique de Luxembourg (1928-1936), president van de Radicaal-Liberale Partij, en voorzitter van het oprichtingscomité van het monument ter herinnering aan Michel Rodange (1932).
Nickels werd in 1933 benoemd tot legatieraad in Berlijn en in 1936 tot zaakgelastigde bij de Duitse regering. Vanaf 1938 stond hij opnieuw aan het hoofd van ARBED, tot hij en zijn vrouw in 1942 werden gedeporteerd naar het klooster Leubus. Ze werden later overgeplaatst naar Bonn en kwamen beiden om bij een bombardement. 